# Lijst van gaststeden van het Eurovisiesongfestival

Gaststeden van het Eurovisiesongfestival
Eén keer
Meerdere keren

Dit is een lijst van steden en locaties die het Eurovisiesongfestival hebben georganiseerd, één of meer keer. Sinds 1958 wordt het Eurovisiesongfestival georganiseerd in het winnende land van dat jaar voordien. Af en toe is er een uitzondering geweest op deze regel: wanneer een land het festival niet kon financieren zou een andere stad worden uitgekozen om het te organiseren. Meestal was het gastland dan het land dat het jaar voordien 2de of 3de werd of daar een speciaal verzoek voor had gedaan. Deze uitzonderingen zijn gemaakt in de jaren 1960, 1963, 1972, 1974 en 1980.

## Overzicht
| Land                | Stad              | Locatie                            | Presentatoren                                                                      | Jaar | Datum    | Datum halve finale(s) |
| ------------------- | ----------------- | ---------------------------------- | ---------------------------------------------------------------------------------- | ---- | -------- | --------------------- |
| Zwitserland         | Lugano            | Teatro Kursaal                     | Lohengrin Filipello                                                                | 1956 | 24 mei   | geen halve finale(s)  |
| Duitsland           | Frankfurt am Main | Großer Sendesaal                   | Anaïd Iplicjian                                                                    | 1957 | 3 maart  | geen halve finale(s)  |
| Nederland           | Hilversum         | AVRO-studio                        | Hannie Lips                                                                        | 1958 | 12 maart | geen halve finale(s)  |
| Frankrijk           | Cannes            | Palais des Festivals               | Jacqueline Joubert                                                                 | 1959 | 11 maart | geen halve finale(s)  |
| Verenigd Koninkrijk | Londen            | Royal Festival Hall                | Katie Boyle                                                                        | 1960 | 29 maart | geen halve finale(s)  |
| Frankrijk           | Cannes            | Palais des Festivals               | Jacqueline Joubert                                                                 | 1961 | 18 maart | geen halve finale(s)  |
| Luxemburg           | Luxemburg         | Villa Louvigny                     | Mireille Delannoy                                                                  | 1962 | 18 maart | geen halve finale(s)  |
| Verenigd Koninkrijk | Londen            | BBC Television Centre              | Katie Boyle                                                                        | 1963 | 23 maart | geen halve finale(s)  |
| Denemarken          | Kopenhagen        | Tivolis Koncertsal                 | Lotte Wæver                                                                        | 1964 | 21 maart | geen halve finale(s)  |
| Italië              | Napels            | Sala di Concerto della RAI         | Renata Mauro                                                                       | 1965 | 20 maart | geen halve finale(s)  |
| Luxemburg           | Luxemburg         | Villa Louvigny                     | Josiane Chen                                                                       | 1966 | 5 maart  | geen halve finale(s)  |
| Oostenrijk          | Wenen             | Großer Festsaal der Wiener Hofburg | Erica Vaal                                                                         | 1967 | 8 april  | geen halve finale(s)  |
| Verenigd Koninkrijk | Londen            | Royal Albert Hall                  | Katie Boyle                                                                        | 1968 | 6 april  | geen halve finale(s)  |
| Spanje              | Madrid            | Teatro Real                        | Laurita Valenzuela                                                                 | 1969 | 29 maart | geen halve finale(s)  |
| Nederland           | Amsterdam         | RAI Congrescentrum                 | Willy Dobbe                                                                        | 1970 | 21 maart | geen halve finale(s)  |
| Ierland             | Dublin            | Gaiety Theatre                     | Bernadette Ní Ghallchóir                                                           | 1971 | 3 april  | geen halve finale(s)  |
| Verenigd Koninkrijk | Edinburgh         | Usher Hall                         | Moira Shearer                                                                      | 1972 | 25 maart | geen halve finale(s)  |
| Luxemburg           | Luxemburg         | Grand Théâtre de Luxembourg        | Helga Guitton                                                                      | 1973 | 7 april  | geen halve finale(s)  |
| Verenigd Koninkrijk | Brighton          | Brighton Dome                      | Katie Boyle                                                                        | 1974 | 6 april  | geen halve finale(s)  |
| Zweden              | Stockholm         | Stockholm International Fairs      | Karin Falck                                                                        | 1975 | 22 maart | geen halve finale(s)  |
| Nederland           | Den Haag          | Nederlands Congresgebouw           | Corry Brokken                                                                      | 1976 | 3 april  | geen halve finale(s)  |
| Verenigd Koninkrijk | Londen            | Wembley Conference Centre          | Angela Rippon                                                                      | 1977 | 7 mei    | geen halve finale(s)  |
| Frankrijk           | Parijs            | Palais des Congrès                 | Denise Fabre en Léon Zitrone                                                       | 1978 | 22 april | geen halve finale(s)  |
| Israël              | Jeruzalem         | International Convention Centre    | Yardena Arazi en Daniel Pe'er                                                      | 1979 | 31 maart | geen halve finale(s)  |
| Nederland           | Den Haag          | Nederlands Congresgebouw           | Marlous Fluitsma                                                                   | 1980 | 19 april | geen halve finale(s)  |
| Ierland             | Dublin            | RDS Simmonscourt Pavilion          | Doireann Ní Bhriain                                                                | 1981 | 4 april  | geen halve finale(s)  |
| Verenigd Koninkrijk | Harrogate         | Harrogate International Centre     | Jan Leeming                                                                        | 1982 | 24 april | geen halve finale(s)  |
| Duitsland           | München           | Rudi-Sedlmayer-Halle               | Marlène Charell                                                                    | 1983 | 23 april | geen halve finale(s)  |
| Luxemburg           | Luxemburg         | Grand Théâtre de Luxembourg        | Désirée Nosbusch                                                                   | 1984 | 5 mei    | geen halve finale(s)  |
| Zweden              | Göteborg          | Scandinavium                       | Lill Lindfors                                                                      | 1985 | 4 mei    | geen halve finale(s)  |
| Noorwegen           | Bergen            | Grieghallen                        | Åse Kleveland                                                                      | 1986 | 3 mei    | geen halve finale(s)  |
| België              | Brussel           | Centenary Palace                   | Viktor Lazlo                                                                       | 1987 | 9 mei    | geen halve finale(s)  |
| Ierland             | Dublin            | RDS Simmonscourt Pavilion          | Michelle Rocca en Pat Kenny                                                        | 1988 | 30 april | geen halve finale(s)  |
| Zwitserland         | Lausanne          | Palais de Beaulieu                 | Lolita Morena en Jacques Deschenaux                                                | 1989 | 6 mei    | geen halve finale(s)  |
| Joegoslavië         | Zagreb            | Vatroslav Lisinski Concert Centre  | Helga Vlahović en Oliver Mlakar                                                    | 1990 | 5 mei    | geen halve finale(s)  |
| Italië              | Rome              | Studio 15 di Cinecittà             | Gigliola Cinquetti en Toto Cutogno                                                 | 1991 | 4 mei    | geen halve finale(s)  |
| Zweden              | Malmö             | Malmö Isstadion                    | Lydia Cappolicchio en Harald Treutiger                                             | 1992 | 9 mei    | geen halve finale(s)  |
| Ierland             | Millstreet        | Green Glens Arena                  | Fionnuala Sweeney                                                                  | 1993 | 15 mei   | geen halve finale(s)  |
| Ierland             | Dublin            | Point Theatre                      | Cynthia Ní Mhurchú en Garry Ryan                                                   | 1994 | 30 april | geen halve finale(s)  |
| Ierland             | Dublin            | Point Theatre                      | Mary Kennedy                                                                       | 1995 | 13 mei   | geen halve finale(s)  |
| Noorwegen           | Oslo              | Oslo Spektrum                      | Ingvild Bryn en Morten Harket                                                      | 1996 | 18 mei   | geen halve finale(s)  |
| Ierland             | Dublin            | Point Theatre                      | Carrie Crowley en Ronan Keating                                                    | 1997 | 3 mei    | geen halve finale(s)  |
| Verenigd Koninkrijk | Birmingham        | National Indoor Arena              | Ulrika Jonsson en Terry Wogan                                                      | 1998 | 9 mei    | geen halve finale(s)  |
| Israël              | Jeruzalem         | International Convention Centre    | Dafna Dekel, Sigal Shachmon en Yigal Ravid                                         | 1999 | 29 mei   | geen halve finale(s)  |
| Zweden              | Stockholm         | Stockholm Globe Arena              | Kattis Ahlström en Anders Lundin                                                   | 2000 | 13 mei   | geen halve finale(s)  |
| Denemarken          | Kopenhagen        | Parken Stadium                     | Natasja Crone Back en Søren Pilmark                                                | 2001 | 12 mei   | geen halve finale(s)  |
| Estland             | Tallinn           | Saku Suurhall                      | Annely Peebo en Marko Matvere                                                      | 2002 | 25 mei   | geen halve finale(s)  |
| Letland             | Riga              | Skonto Hall                        | Marie Naumova en Renārs Kaupers                                                    | 2003 | 24 mei   | geen halve finale(s)  |
| Turkije             | Istanbul          | Abdi İpekçi Arena                  | Meltem Cumbul en Korhan Abay                                                       | 2004 | 15 mei   | 12 mei                |
| Oekraïne            | Kiev              | Sportpaleis                        | Maria Efrosinina en Pasha Shylko                                                   | 2005 | 21 mei   | 19 mei                |
| Griekenland         | Athene            | Olympic Indoor Hall                | Maria Menounos en Sakis Rouvas                                                     | 2006 | 20 mei   | 18 mei                |
| Finland             | Helsinki          | Hartwall Arena                     | Jaana Pelkonen en Mikko Leppilampi                                                 | 2007 | 12 mei   | 10 mei                |
| Servië              | Belgrado          | Belgrade Arena                     | Jovana Janković en Željko Joksimović                                               | 2008 | 24 mei   | 20 & 22 mei           |
| Rusland             | Moskou            | Olympic Indoor Arena               | Natalia Vodianova en Andrey Malahov (halve finales), Alsou en Ivan Urgant (finale) | 2009 | 16 mei   | 12 & 14 mei           |
| Noorwegen           | Oslo              | Telenor Arena                      | Nadia Hasnaoui, Haddy N'jie en Erik Solbakken                                      | 2010 | 29 mei   | 25 & 27 mei           |
| Duitsland           | Düsseldorf        | Düsseldorf Arena                   | Anke Engelke, Judith Rakers en Stefan Raab                                         | 2011 | 14 mei   | 10 & 14 mei           |
| Azerbeidzjan        | Bakoe             | Baku Crystal Hall                  | Leyla Aliyeva, Nargiz Birk-Petersen en Eldar Gasimov                               | 2012 | 26 mei   | 22 & 24 mei           |
| Zweden              | Malmö             | Malmö Arena                        | Petra Mede                                                                         | 2013 | 18 mei   | 14 & 16 mei           |
| Denemarken          | Kopenhagen        | B&W Hallerne                       | Lise Rønne, Nikolaj Koppel en Pilou Asæk                                           | 2014 | 10 mei   | 6 & 8 mei             |
| Oostenrijk          | Wenen             | Wiener Stadthalle                  | Mirjam Weichselbraun, Alice Tumler en Arabella Kiesbauer                           | 2015 | 23 mei   | 19 & 21 mei           |
| Zweden              | Stockholm         | Ericsson Globe                     | Petra Mede en Måns Zelmerlöw                                                       | 2016 | 14 mei   | 10 & 12 mei           |
| Oekraïne            | Kiev              | International Exhibition Centre    | Oleksandr Skichko en Volodymyr Ostapchuk                                           | 2017 | 13 mei   | 9 & 11 mei            |
| Portugal            | Lissabon          | Altice Arena                       | Silvía Alberto, Daniela Ruah en Catarina Furtado                                   | 2018 | 12 mei   | 8 & 10 mei            |
| Israël              | Tel Aviv          | Expo Tel Aviv                      | Bar Refaeli, Erez Tal, Assi Azar en Lucy Ayoub                                     | 2019 | 18 mei   | 14 & 16 mei           |
| Nederland           | Rotterdam         | Ahoy Rotterdam                     | Chantal Janzen, Edsilia Rombley, Jan Smit en Nikkie de Jager                       | 2020 | 16 mei   | 12 & 14 mei           |
| Nederland           | Rotterdam         | Ahoy Rotterdam                     | Chantal Janzen, Edsilia Rombley, Jan Smit en Nikkie de Jager                       | 2021 | 22 mei   | 18 & 20 mei           |
| Italië              | Turijn            | Pala Alpitour                      | Alessandro Cattelan, Mika en Laura Pausini                                         | 2022 | 14 mei   | 10 & 12 mei           |
| Verenigd Koninkrijk | Liverpool         | M&S Bank Arena                     | Hannah Waddingham, Alesha Dixon, Julia Sanina en Graham Norton                     | 2023 | 13 mei   | 9 & 11 mei            |
| Zweden              | Malmö             | Malmö Arena                        | Petra Mede en Malin Åkerman                                                        | 2024 | 11 mei   | 7 & 9 mei             |
| Zwitserland         | Bazel             | St. Jakobshalle                    | Hazel Brugger, Sandra Studer en Michelle Hunziger                                  | 2025 | 17 mei   | 13 & 15 mei           |

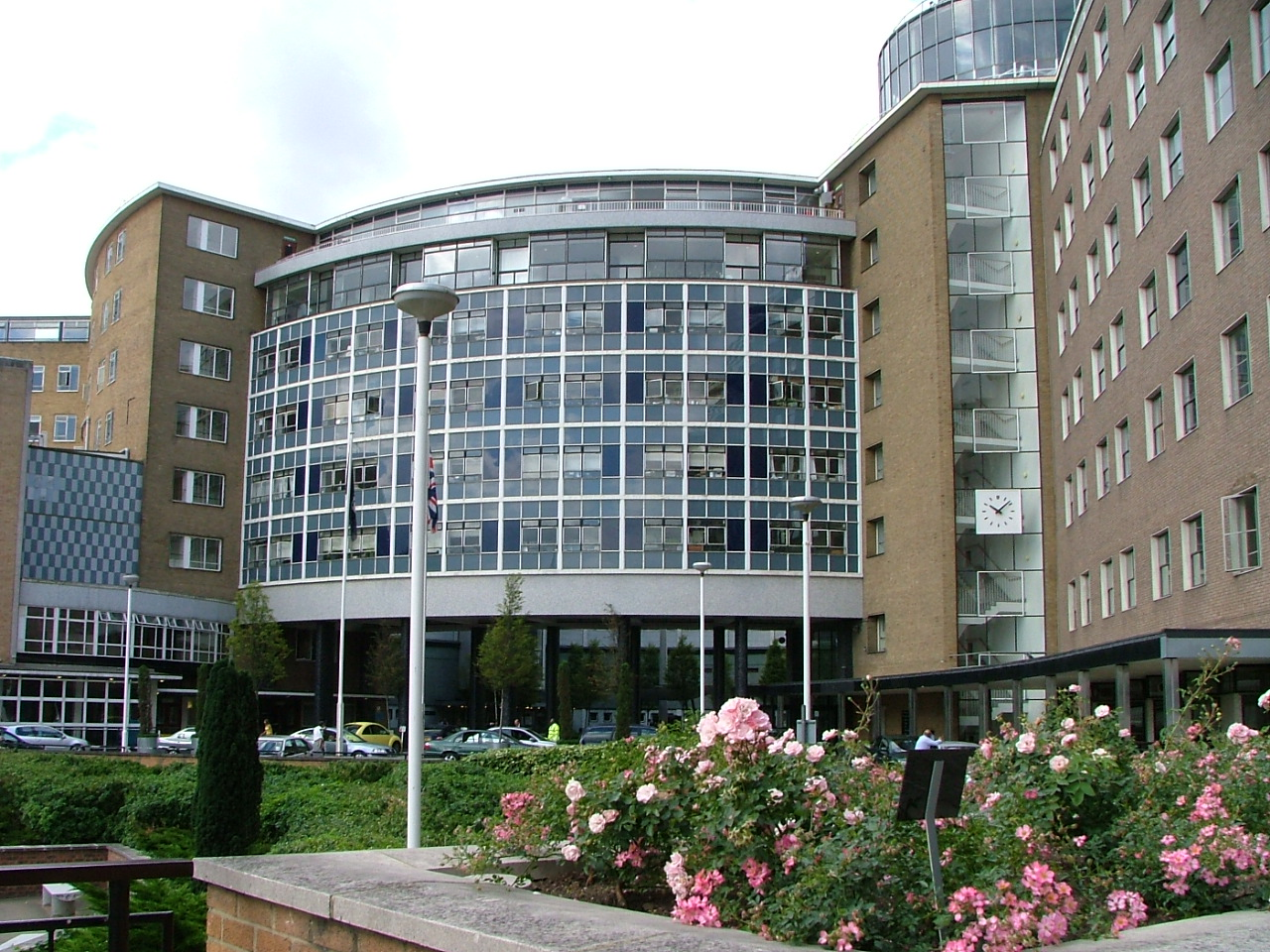
In 1963 werd het Eurovisiesongfestival in het BBC Television Centre in Londen, Verenigd Koninkrijk gehouden.
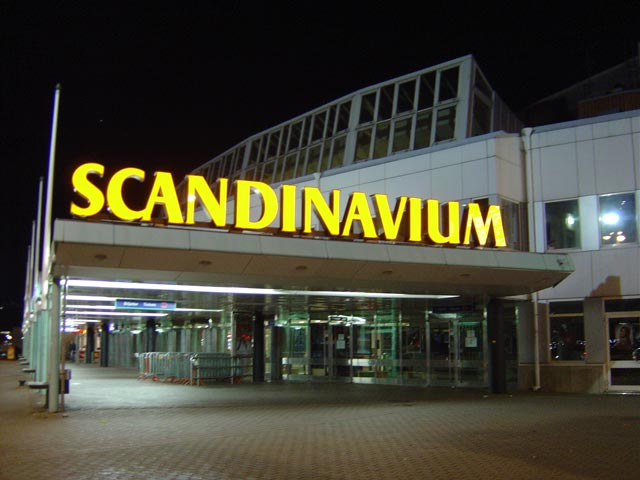
Het Scandinavium in Göteborg: de locatie voor het Eurovisiesongfestival 1985.
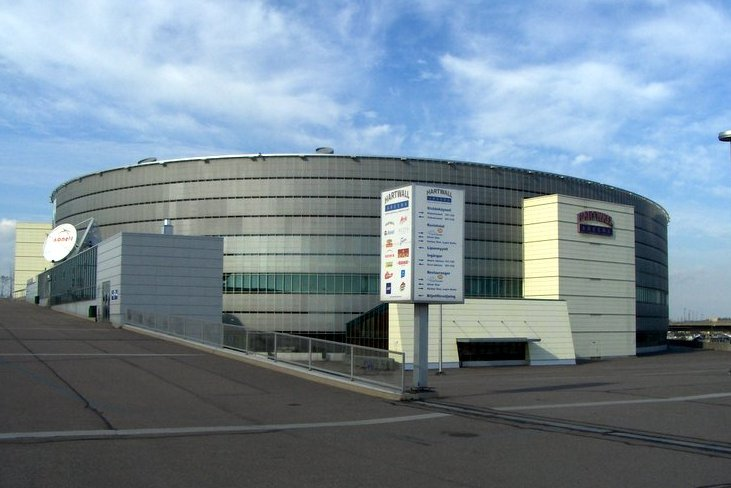
Het Hartwall Areena in Helsinki was de locatie voor het Eurovisiesongfestival 2007.
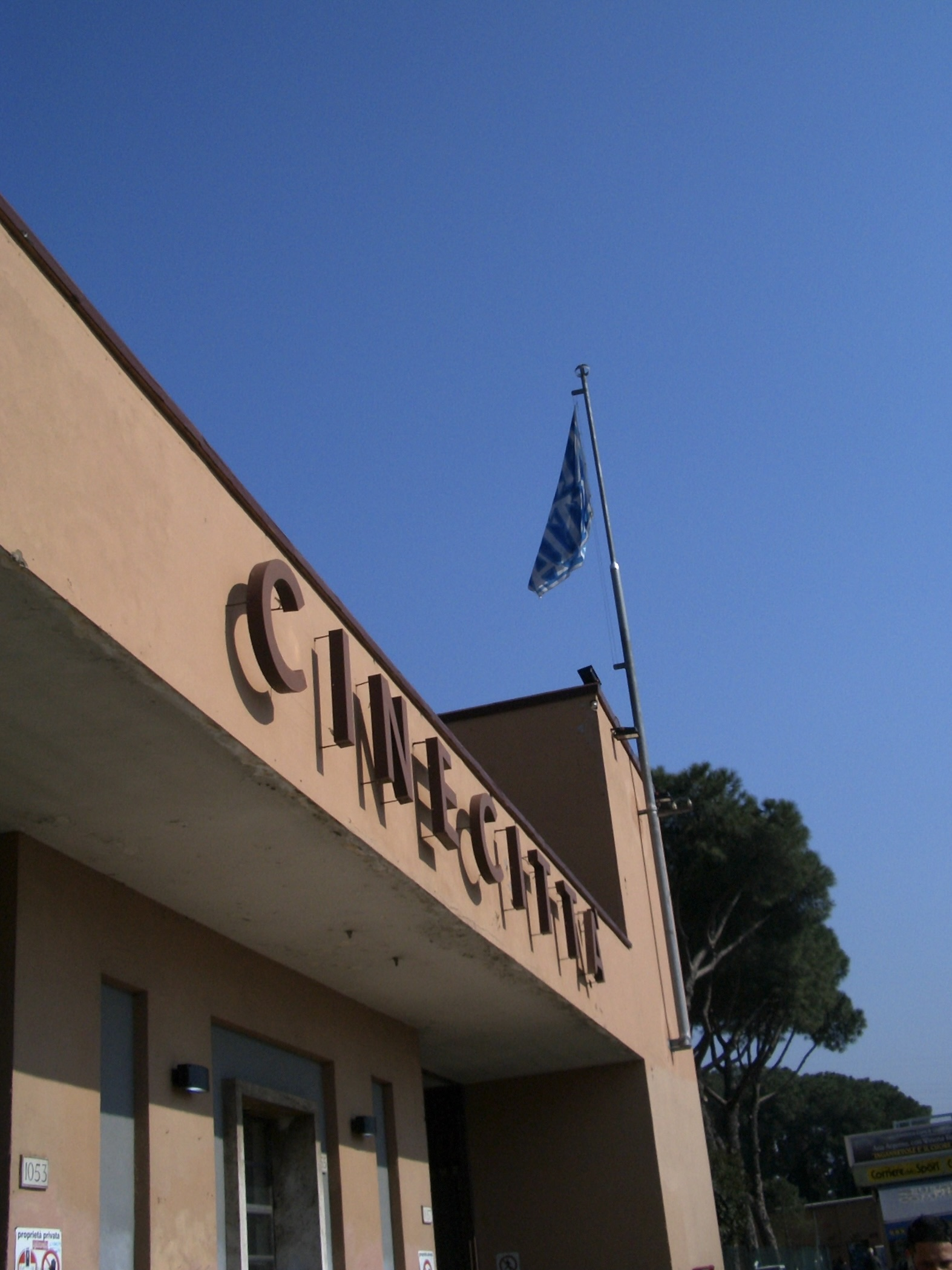
De filmstudio's in Cinecittà in Rome vormden de gastlocatie van het Eurovisiesongfestival 1991.
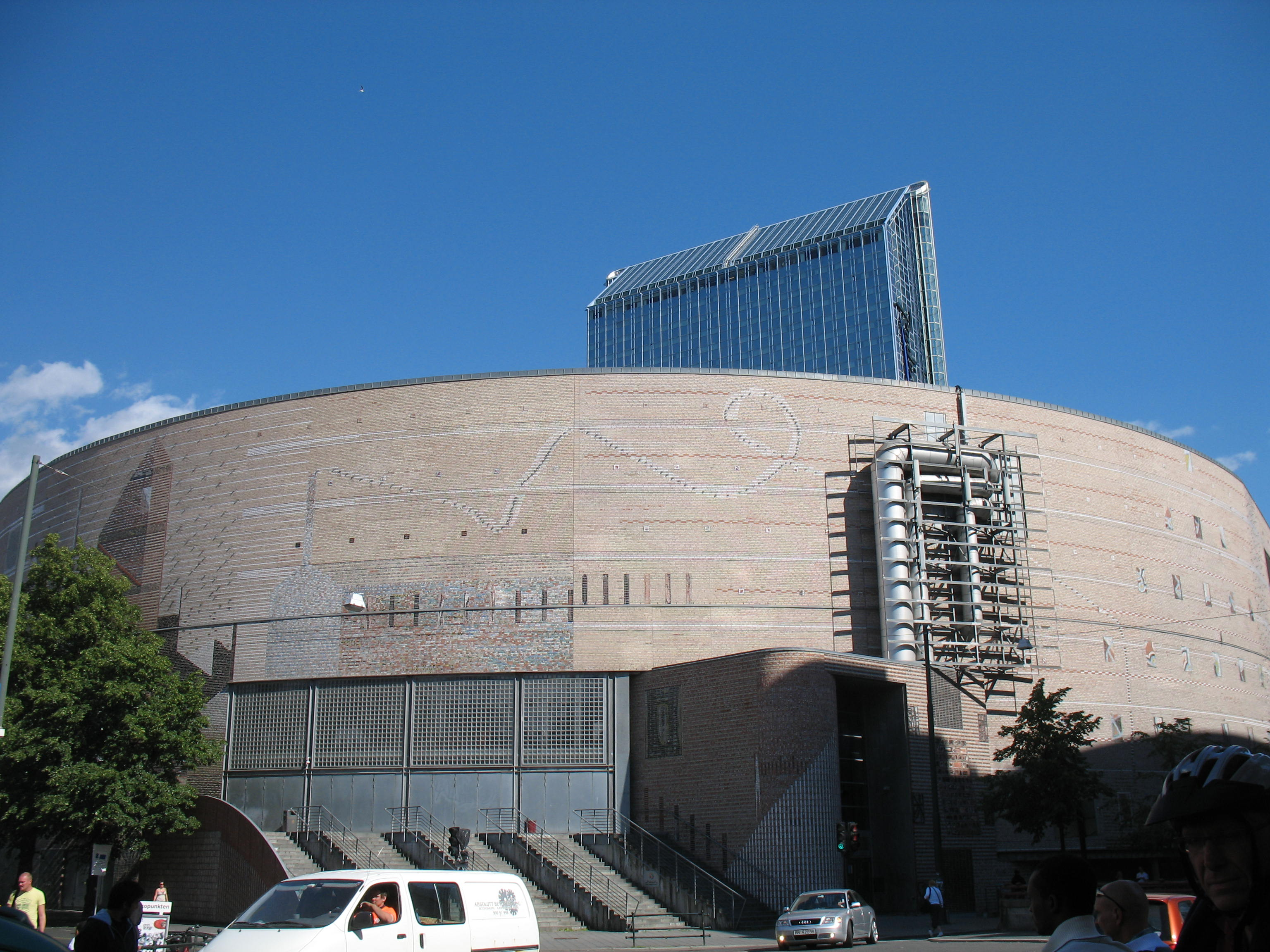
Het Oslo Spektrum was de locatie voor het Eurovisiesongfestival 1996.
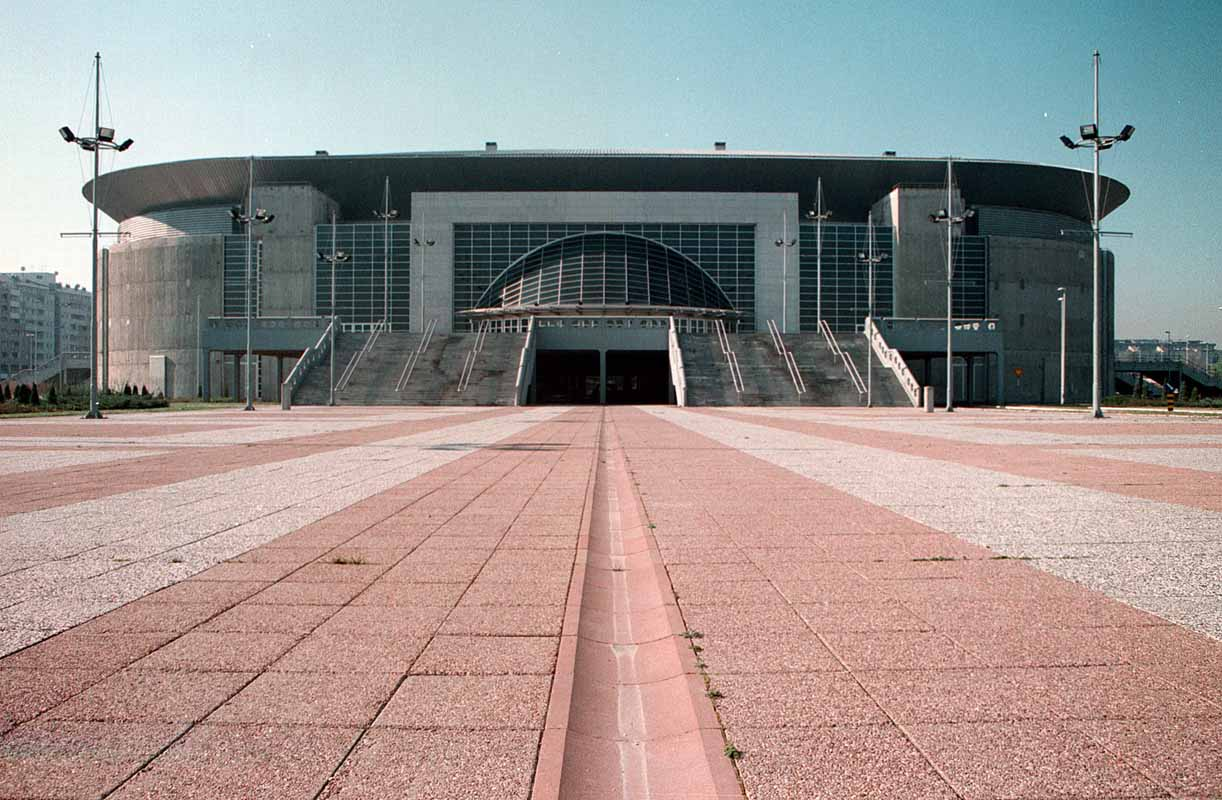
Het Belgrado Arena was de locatie voor het Eurovisiesongfestival van 2008.

## Organisaties per land
| Land                | Aantal keer |
| ------------------- | ----------- |
| Azerbeidzjan        | 1           |
| België              | 1           |
| Denemarken          | 3           |
| Duitsland           | 3           |
| Estland             | 1           |
| Finland             | 1           |
| Frankrijk           | 3           |
| Griekenland         | 1           |
| Ierland             | 7           |
| Israël              | 3           |
| Italië              | 3           |
| Joegoslavië         | 1           |
| Letland             | 1           |
| Luxemburg           | 4           |
| Nederland           | 5           |
| Noorwegen           | 3           |
| Oekraïne            | 2           |
| Oostenrijk          | 2           |
| Portugal            | 1           |
| Rusland             | 1           |
| Servië              | 1           |
| Spanje              | 1           |
| Turkije             | 1           |
| Verenigd Koninkrijk | 9           |
| Zweden              | 7           |
| Zwitserland         | 3           |

1956 · 1957 · 1958 · 1959 · 1960 · 1961 · 1962 · 1963 · 1964 · 1965 · 1966 · 1967 · 1968 · 1969 · 1970 · 1971 · 1972 · 1973 · 1974 · 1975 · 1976 · 1977 · 1978 · 1979 · 1980 · 1981 · 1982 · 1983 · 1984 · 1985 · 1986 · 1987 · 1988 · 1989 · 1990 · 1991 · 1992 · 1993 · 1994 · 1995 · 1996 · 1997 · 1998 · 1999 · 2000 · 2001 · 2002 · 2003 · 2004 · 2005 · 2006 · 2007 · 2008 · 2009 · 2010 · 2011 · 2012 · 2013 · 2014 · 2015 · 2016 · 2017 · 2018 · 2019 · 2020 · 2021 · 2022 · 2023 · 2024 · 2025 · 2026
Zie ook: Junior Eurovisiesongfestival · Eurovision Choir · Eurovisiedansfestival · Eurovision Young Musicians · Eurovision Young Dancers